# Bernardo G. de Candamo
Bernardo G. de Candamo (París, 2 de enero de 1881-Madrid, 9 de septiembre de 1967) fue un escritor, crítico literario y periodista español, perteneciente a la generación del 98 y al modernismo. Fue socio del Ateneo de Madrid y participó en los principales periódicos españoles del primer tercio del siglo XX. 

## Biografía
De ascendencia asturiana, nació el 5 de enero de 1881 en París, donde su padre, el abogado Ladislao González de Candamo, trabajaba en la legación de Perú en la república francesa. Su tío, Manuel Candamo Iriarte, que era embajador del Perú en Francia había sido Presidente de la República.  A los tres años, su familia regresó a Oviedo. Bernardo realizó sus estudios en la capital asturiana y concluyó el Bachillerato en Madrid, ciudad a la que se había trasladado en 1893. 
La formación de Candamo fue autodidacta basada en su gran afición a la lectura, no llegó a finalizar sus estudios superiores. A los diecisiete años, sustituyó las clases con las tertulias de los escritores y artistas en los cafés madrileños y en el Ateneo de Madrid. Contaba entre sus amigos y contertulios a los principales escritores de fines del siglo XIX y principios del XX que conformaron el modernismo español y la generación del 98. En particular, entabló estrechas relaciones con Rubén Darío, Ramón del Valle Inclán, Francisco Villaespesa, Juan Ramón Jiménez, Pío Baroja, Azorín, Jacinto Benavente, Ramiro de Maeztu y Miguel de Unamuno, con quien mantuvo una amistad profunda e intercambió, hasta la muerte del rector en 1936, numerosas cartas, reproducidas en el libro de Jesús Blázquez Unamuno y Candamo. Amistad y epistolario (1899-1936). Candamo introdujo en esas tertulias modernistas y noventayochistas del cambio de siglo a Rubén Darío; en abril de 1900, recibió en Madrid a Juan Ramón Jiménez cuando éste llegó a ella por primera vez, junto con Francisco Villaespesa, Salvador Rueda y Julio Pellicer y se lo presentó a Miguel de Unamuno posteriormente; también proporcionó al rector las primeras noticias sobre Picasso, cuando ambos colaboraban en la revista Arte Joven. Fue socio bibliotecario del Ateneo de Madrid durante la Segunda República y salvador de la docta casa y de su biblioteca durante la Guerra Civil. Firmaba sus escritos como Bernardo G. de Candamo, abreviando sus apellidos González de Candamo y Sánchez-Campomanes.
La actividad profesional de Bernardo G. de Candamo fue eminentemente periodística. Candamo se dedicó al ejercicio del periodismo en los principales rotativos españoles del primer tercio del siglo XX. 
Unamuno, a través de sus numerosas cartas a Candamo, le influyó en sus concepciones literarias y en su toma de compromiso social. Candamo, por su parte, fue el informador de Unamuno con respecto a cuanto acontecía en los ambientes literarios del Madrid. Durante décadas, actuó como fiel compañero del rector salmantino en sus visitas a la capital. Visitó a don Miguel en su destierro en Hendaya durante la época de la dictadura de Primo de Rivera, régimen que también le deportó a él mismo a Ciudad Real.
Candamo, además de su labor periodística como crítico literario y teatral, desarrolló una amplia actividad en el seno del Ateneo Científico, Artístico y Literario de Madrid desde su ingreso en 1901. Fue miembro electo de distintas Juntas Directivas el Ateneo y desempeñó el cargo de Socio Bibliotecario durante la Segunda República española. Su labor le granjeó un homenaje de doscientos ateneístas en mayo de 1935, presidido por sus amigos Manuel Azaña, Fernando de los Ríos, Ramón del Valle Inclán y Ángel Osorio y Gallardo. Al poco tiempo, el Ateneo le nombró Socio de Honor. Durante la guerra civil española, Candamo fue el único miembro de la Junta Directiva de la docta casa que permaneció en el Madrid sitiado. Consiguió preservar la Biblioteca e instalaciones del Ateneo y logró mantener las propias actividades de la institución durante aquellos duros años. 
Al terminar la contienda, Candamo fue depurado por el nuevo régimen. Solamente algunas publicaciones dirigidas por antiguos amigos le abrieron sus puertas --«Santo y Seña», «ABC» y «Hoja del Lunes» de Madrid)-- en las que firmaba bajo el seudónimo Iván d'Artedo, en recuerdo de uno de los más bellos paisajes de su infancia asturiana, la Concha de Artedo. Poco antes de morir, el 9 de septiembre de 1967, recibió el homenaje de la Asociación de la Prensa de Madrid.

## Obra
La obra de Bernardo G. de Candamo es esencialmente periodística. Publicó en 1900 su primer y único libro bajo el título de Estrofas con un prólogo de su maestro y amigo Miguel de Unamuno. Se trata de un libro de prosa poética modernista, muy influido por la literatura francesa del momento y por Rubén Darío. El libro no alcanzó el éxito que esperaba y decidió dedicarse al periodismo como crítico literario y de teatro. En sus primeros años de actividad profesional, colaboró en las revistas noventayochistas: Arte Joven, La Vida Literaria, Vida Nueva, Juventud y La Lectura, así como en los periódicos madrileños El Imparcial y Diario Universal. 
La firma de Candamo apareció en los principales rotativos españoles del primer tercio del siglo XX. Ejerció como crítico de teatro y de literatura en El Gráfico, El Fígaro y El Mundo, La Vanguardia de Barcelona, La Nación, El Tiempo e Informaciones. Trabajó como redactor jefe en El Fígaro y en la revista Summa.